# ميلتون سيبالو
ميلتون موفونجولوا سيبالو، المعروف أيضًا باسم الخانق لوساكا، كان قاتلًا متسلسلًا ومغتصبًا زامبيًا. كان سيبالو القاتل المتسلسل الأكثر وحشية في زامبيا، حيث قتل 29 امرأة وفتاة بين يناير وسبتمبر 1980. في 16 سبتمبر/أيلول 1980، عادت إحدى الضحايا الناجيتين، برفقة الشرطة، إلى محطة الحافلات التي تعرضت للهجوم فيها. تعرفت بسرعة على سيبالو باعتباره المهاجم، وقبض عليه. وبعد ثلاثة أيام، تمكن سيبالو من الفرار من قبضة رجال الشرطة الذين كانوا يرافقونه، وركض إلى سطح مركز الشرطة الذي كان محتجزاً فيه. ثم قفز من المبنى، فقتل نفسه.

## جرائم القتل
يُعتبر سيبالو القاتل المتسلسل الأكثر نشاطًا، إذ قتل أكبر عدد من الضحايا من بين أي قاتل متسلسل آخر في أقصر فترة زمنية. في المتوسط، كان سيبالو يقتل ضحية واحدة كل أسبوع.
وكانت طريقته في العمل تقوم على استدراج الضحايا من الأماكن العامة، وخاصة محطات الحافلات ومحطات السكك الحديدية، ويقودهم إلى أماكن منعزلة حيث يقوم باغتصابهم وخنقهم. وبعد ذلك، ترك الضحايا في أماكن مفتوحة حيث كان من المرجح أن يقوموا باكتشافهم. كان العديد من ضحايا سيبالو يعانون من إفرازات مخاطية غريبة أو رغوة تتسرب من أنوفهم، مما يشير إلى أنه ربما استخدم مواد كيميائية أثناء هجماته. كان سيبالو يحيط أجساد ضحاياه أحيانًا بالعملات المعدنية أو الزجاجات، ربما لاستفزاز الشرطة.
كانت جميع الضحايا من النساء والفتيات اللاتي كنّ من اللوزيين أو يتحدثن اللوزية. وكان العديد من الضحايا مسافرين من بلدات أو مدن أخرى. غالبًا ما كانوا يتعرفوا عليهم من خلال بطاقات التسجيل الوطنية الموجودة على أجسادهم.

## التحقيق
بحلول نهاية يناير/كانون الثاني 1980، أدرك المحققون أن جرائم القتل كانت مترابطة، على الرغم من أنهم لم يكونوا متأكدين مما إذا كانت من عمل مرتكب منفرد أم عصابة. قاموا بسرعة باستجواب جميع مرتكبي الجرائم الجنسية والقتلة المعروفين في المنطقة، لكنهم لم يعثروا على أي أدلة. وبعد وقوع المزيد من جرائم القتل، أصبح الجمهور أكثر قلقا، وضغطت الصحافة، وكذلك السياسيون، على الشرطة للقبض على الجاني. وردًا على ذلك، أطلقوا عملية «روزماري». ونصحوا النساء من خلال الإعلانات في الصحف والملصقات بالحذر من الغرباء الذين يعرضون مرافقتهن. كما فرضوا حظر تجوال من الغسق إلى الفجر، مما أدى إلى الحد من حركة الأشخاص في لوساكا. بالإضافة إلى ذلك، عرضت مكافأة قدرها 10000 كواشا لأي شخص لديه معلومات تؤدي إلى القبض على المشتبه به.
وبما أن جرائم القتل استمرت، فقد أقامت الشرطة دوريات حول لوساكا، وخاصة في المناطق التي كان من المعروف أن سيبالو يقوم بالتقاط الضحايا منها. كما قاموا أيضًا بزرع محققات سريات يتحدثن اللغة اللوزية في محطات الحافلات، على الرغم من أن سيبالو لم يقترب منهن أبدًا. كما قاموا أيضًا بتشكيل فريق تحقيق خاص (SIT) يتكون من محققين ذوي خبرة في جميع أنحاء البلاد.

## الضحايا الناجين

### أول ضحية على قيد الحياة
في مساء يوم 16 يوليو/تموز، وصلت شابة إلى محطة حافلات كاموالا وهي في طريقها إلى زيارة والديها في ماكيني. وبعد قليل اقترب منها جنديان، أحدهما يرتدي زيًا قتاليًا، والآخر يرتدي زيًا أخضر. وفي وقت لاحق، غادر الجندي الثاني، لكن الجندي الذي كان يرتدي الزي القتالي عرض مرافقة المرأة إلى ماكيني. وعلى الرغم من رفضها للعرض، قام الرجل بأخذ السلة التي تحتوي على أغراضها، مما أجبرها على اتباعه. وبعد فترة من الوقت، وصل الاثنان إلى طريق صغير، وقدم الرجل نفسه باسم الملازم نيامبي. ثم سألها إذا كانت تستطيع التعرف عليه بالملابس المدنية، فأجابته بأنها تستطيع ذلك. وبعد سماع ذلك، قام الجندي بدفعها إلى الأرض وبدأ بخنقها. لكنها تمكنت من ركل المهاجم بعيدًا عنها، لكنه ضربها بعد ذلك بمفتاح ربط. ثم قال لها: «أنت الفتاة الوحيدة التي فشلت في قتلها، لقد قتلت البقية لذا فأنت من سيتسبب في اعتقالي». ضرب المهاجم المرأة مرة أخرى وفر من مكان الحادث.
سمع ثلاثة من حراس الأمن المتواجدين بالقرب من المكان صراخ المرأة، فأسرعوا نحوها وهم يطلقون صافراتهم. وعندما وصلوا إليها كانت لا تزال تصرخ. نقلوها إلى فندق، ثم قاموا بتحويلها إلى مركز للشرطة للاستجواب قبل إجراء فحص لها في مستشفى محلي. تمكنت المرأة والمحقق الذي رآهما معًا في وقت سابق من تقديم وصف للمهاجم؛ رجل قصير، بني اللون، يرتدي زيًا عسكريًا، ويستطيع التحدث باللغة الإنجليزية ولغة نيانجا بلهجة لوزي. ومن هذا، حدد المحققون أن الجاني كان إما جنديًا أو رجلًا ينتحل صفة جندي.

### الضحية الثانية الناجية
في السابع من سبتمبر/أيلول، غادرت امرأة منزلها في تشينغولا مع طفلها وسافرت إلى لوساكا بالحافلة. خلال الرحلة، تعرفت على امرأة مسافرة إلى بيتاوكي. بعد وصول حافلتهم إلى لوساكا، قرروا قضاء الليل في محطة الحافلات، حيث لم تكن هناك حافلات مقررة لوجهة السيدتين حتى صباح اليوم التالي. وبعد وقت قصير، استقبلت النساء جنديين، وطلبا منهن إظهار بطاقات التسجيل الوطنية الخاصة بهن، فامتثلن لذلك. حاول الجنود إقناع النساء بقضاء الليل معهم في بيت الضيافة، لكن النساء رفضن. لكن أحد الجنود كان يحمل معه حقائب امرأة بيتاوكي، فتبعته المرأة. لم يقوموا بالتعرف على تلك المرأة مطلقًا، ومن غير المعروف ما إذا كانت على قيد الحياة أم ضحية أخرى.
وبعد مرور ساعة تقريباً، نجح الجندي الآخر في إقناع المرأة الأخرى بإخبارها أن صديقتها نامت في بيت الضيافة. وافقت المرأة على مضض وتبعته. وبعد 30 دقيقة من السير، وصلوا إلى طريق ضيق، وقام الجندي بخنق المرأة بينما كانت تحمل طفلها. استيقظت بعد ساعات وكان طفلها يبكي بجانبها. كانت بطاقة تسجيلها الوطنية موجودة على رأسها. كما سرقت ساعة يدها وخاتم زواجها. وفي النهاية حصلت على المساعدة بعد أن مشت إلى منزل قريب.

## الاعتقال والموت
بعد الهجوم على الضحية الثانية الناجية، صدرت الأوامر للشرطة بمواجهة أي جندي يتسكع في محطات الحافلات والسكك الحديدية. وفي 16 سبتمبر/أيلول، عادت الناجية الثانية، برفقة أحد المحققين، إلى محطة الحافلات التي استدرجت منها لمعرفة ما إذا كان مهاجمها هناك. وسرعان ما استقبلها سيبالو، الذي قال لها: «لقد رأيتك في مكان ما!»، فأجابت المرأة بأنها لم تلتق به من قبل وأنها وصلت مؤخراً من تشينغولا. ثم طلب منها سيبالو أن ترافقه إلى بيت الضيافة، حيث سيحجز لها غرفة. ثم رأت سيبالو يرتدي ساعة يدها التي سُرقت منها أثناء هجومها. وأبلغت المرأة بعد ذلك ضباط الشرطة القريبين، الذين ألقوا القبض على سيبالو.
وبعد يوم واحد، قامت الشرطة بتفتيش منزله وعثرت على أشياء تخص العديد من ضحاياه. وعند مواجهة سيبالو بشأن هذا الاكتشاف، ادعى زوراً أن هذه العناصر كانت لامرأة وقع في حبها. ولكنه قال إنه لم يعد يحب هذه المرأة بعد أن اكتشف أنها أجرت عملية جراحية في بطنها. أخذت المرأة المزعومة طفلها إلى المستشفى، لكنها تركت وراءها أمتعتها.
وأكد ثلاثة شهود، من بينهم الناجيان، أن سيبالو هو الخانق. وعندما أخبره رجال الشرطة بذلك، قال: «إذا تمكنوا من انتقائي من بين آخرين، فأنا من حاول قتلهم». وفي ذلك المساء، قاد سيبالو رجال الشرطة إلى المواقع التي قتل فيها ضحاياه. كما ذكر أنه كان لديه شريك، وهو عريف. ومع ذلك، نفى العريف الاتهامات، ولم تعثر الشرطة على أي دليل يربطه بجرائم القتل، لذلك اطلق سراحه.
في 18 سبتمبر/أيلول 1980، أثناء نقله إلى مركز شرطة لوساكا المركزي للاستجواب، تمكن سيبالو من الفرار من أيدي الضباط الذين كانوا يرافقونه وهرب إلى سطح المبنى، وهو لا يزال مقيد اليدين. وعلى الرغم من توسلات الشرطة ورجال الإطفاء، قفز سيبالو من السطح أمام حشد من الناس، وقام بالانتحار.